# Pierre Mendès France
Pierre Mendès France (París, 11 de enero de 1907-París, 18 de octubre de 1982) fue un político francés, que ocupó el cargo de primer ministro de Francia entre el 18 de junio de 1954 y el 23 de febrero de 1955, además de otros diversos cargos a lo largo de su carrera política.
Tuvo una gran importancia en la convulsa vida política francesa entre los años 1930 y los años 1980, especialmente durante la IV República francesa y la V República francesa, y marcó con su impronta el desarrollo de la vida política francesa incluso hasta la actualidad, convirtiéndose en un referente de la izquierda política en Francia.

## Inicios: familia y estudios
Pierre Mendès France nació en la ciudad de París el 11 de enero de 1907, en una familia con ascendentes judíos sefarditas originarios de Portugal, cuyo apellido originario era Mendes de França. La familia paterna, de origen efectivamente portugués, había vivido durante varios siglos en la región de Burdeos; la materna, judía asquenazí, era alsaciana. El padre de Pierre, Cerf-David Mendès France, hombre poco religioso, tenía un negocio de tejidos y había conocido a su esposa en Estrasburgo en 1905, durante un viaje de negocios. La madre, Palmyre Cahn (Cohen), de una familia chovinista francesa pese a que Alsacia pertenecía a Alemania desde la guerra franco-prusiana, había recibido una esmerada educación gracias a la insistencia de su madre. La boda de ambos tuvo lugar en Estrasburgo, pero el matrimonio se mudó a París en 1906. En enero de 1907 nació Pierre y tres años más tarde, el segundo vástago del matrimonio, Marcelle. La infancia de Pierre fue feliz; la familia no pasaba penurias. Pese a considerarse judío, no fue nunca, al igual que su padre, un hombre religioso. Su infancia fue laica.
Estudió en la escuela primaria de su barrio parisino, pero gracias a su esfuerzo y a las clases particulares, aprobó los exámenes de bachillerato muy joven, con quince años, lo que le permitió acabar su formación posterior siempre antes de la edad habitual. Ya de joven decidió no suceder a su padre en el negocio textil familiar y, por influencia materna, decidió estudiar derecho.
Estudió en la École Libre des Sciences Politiques, un establecimiento universitario privado fundado en 1872 por Émile Boutmy, convirtiéndose en 1926, a los diecinueve años de edad, en el abogado más joven de Francia. Trabajaba de meritorio en el gabinete de George Bonnet, figura del Partido Republicano Radical y Radical Socialista y hasta hacía pocos meses ministro de Finanzas. Muy interesado en temas económicos y financieros, su tesis doctoral, leída en marzo de 1928, versó sobre La política de recuperación del franco en tiempos de Raymond Poincaré. En su tesis alababa la política de Poincaré respecto del franco francés, pero criticaba las consecuencias políticas y sociales que dicha política traía consigo.

## Militancia política
Al mismo tiempo que continuaba sus estudios, inició su militancia política, siendo uno de los dirigentes de la Ligue d'Action Universitaire Républicaine et Socialiste, un movimiento de oposición a la extrema derecha, muy activo en el Quartier Latin en los años 1920. Comenzó de secretario general de la sección parisina de la organización a partir de enero de 1926 y un año más tarde, en febrero del año siguiente, asumió la secretaría general nacional. Hacia 1928, Mendès France ya era un dirigente estudiantil conocido en todo el país.
Militante desde los dieciséis años de edad en el Partido Radical y Radical Socialista, era una de las jóvenes promesas de dicho partido. Su acercamiento a este partido se debió a un casual encuentro con Édouard Herriot, que daba una conferencia a la que asistió Mendès France.
Sin embargo, rápidamente asumió posturas críticas en el interior del partido, contrarias a las orientaciones del líder histórico del partido, Herriot, alineándose en sus críticas con figuras como Jacques Kayser, Gaston Bergery, Pierre Cot, Jean Zay o Bertrand de Jouvenel, y solicitando un posicionamiento claro del partido en la izquierda política francesa.
A finales de 1929, siendo ya una de las promesas de los radicales, abandonó París y se mudó a Louviers, en Normandía, sita en una de las circunscripciones más conservadoras del país donde trabajó de abogado, se familiarizó con los problemas rurales, que desconocía, y continuó su actividad política.

## Primeros pasos de su carrera política
Durante la III República francesa, Pierre Mendès France dio inicio a su carrera política al ser elegido en mayo de 1932 diputado por el departamento del Eure, a la que se había presentado con escasas esperanzas de vencer al diputado de derecha, un cacique local; a la vez que ocupaba la alcaldía de Louviers, en Alta Normandía, desde mayo de 1935, pese a tratarse de un territorio tradicionalmente conservador. El agravamiento de la crisis económica, que afecta duramente a la región determinó, como en el resto del país, un aumento del voto de izquierda. El nuevo alcalde no solo se preocupó de asignar puestos en el Ayuntamiento a las mujeres —que aún no podían presentarse a las elecciones—, sino que promovió la mejora de los servicios públicos.
En las reñidas elecciones francesas de 1936 que ganó el Frente Popular, mantuvo su escaño pese a la agudización de la crisis económica y pertenecer al partido gubernamental, principalmente gracias a su acertada gestión en la alcaldía de Louviers.
Presidió la Comisión de Aduanas de la Cámara de los Diputados, antes de ser nombrado subsecretario de estado del Tesoro en el segundo Gobierno de Léon Blum, de vida efímera, entre el 13 de marzo y el 8 de abril de 1938.
En este período hizo una tajante afirmación de sus principios con motivo de la votación parlamentaria que debía decidir la participación de Francia en los Juegos Olímpicos que debían celebrarse en 1936 en Berlín, que por entonces era la capital del Tercer Reich de Adolf Hitler. Mientras que la izquierda política francesa en pleno (incluido el Partido Comunista Francés) se abstuvo en la votación, Mendès France fue el único diputado de la izquierda en votar en contra, dando su apoyo a la Olimpiada Popular organizada por el Frente Popular español en Barcelona para esas mismas fechas.
Pierre Mendès France elaboró poco después, junto al jefe de gabinete de Léon Blum, Georges Boris, un audaz proyecto de ley de reforma económica que pretendía controlar los activos económicos en Francia, y que pretendía el apoyo a las investigaciones militares y al rearme en Francia, siendo la primera vez en Francia en que el prefacio de una ley proclamaba explícitamente la asunción de los principios económicos de John Maynard Keynes. El proyecto, que fue objeto de un intenso debate político, acabó por ser derrotado en el Senado, lo que acarreó consigo la caída del Gobierno de Léon Blum.

## Segunda Guerra Mundial
En 1939, con la invasión de Polonia, a la que Francia había dado garantías ante un posible ataque de Alemania, estalla la Segunda Guerra Mundial. Pierre Mendès France, a pesar de ser diputado, es movilizado como oficial de aviación.
En 1940, durante la batalla de Francia y la crisis política que provocó la derrota ante la Wehrmacht alemana, Mendès France era uno de los que pensaban que era imprescindible mantener una resistencia a ultranza, sin firmar ningún armisticio, refugiándose si era preciso en las colonias francesa para proseguir la lucha contra el enemigo. Fue uno de los diputados franceses que embarcaron en el paquebote Massilia para dirigirse a la colonia francesa de Marruecos en junio de 1940 con idea de esperar al Gobierno francés que debía reunirse allí con ellos, encontrándose a su llegada con que fueron arrestados por el general Charles Noguès, jefe de la Administración francesa colonial (Alto Residente de Francia en Marruecos), bajo la acusación de deserción, aunque en realidad se detuvo a parlamentarios que eran contrarios a las tesis que había logrado imponer el mariscal Philippe Pétain y que desembocaron en la firma del Armisticio del 22 de junio de 1940 con los alemanes y en la creación de la Francia de Vichy, colaboracionista con el Tercer Reich. Fue juzgado por dichos cargos y encarcelado.
En 1941 logró evadirse de su prisión, alcanzando el Reino Unido, donde se unió a la Francia Libre, más concretamente a las Fuerzas Aéreas de la Francia Libre, participando con los combates como capitán piloto observador y capitán de navegación en el seno del Grupo de Bombardeo Lorena, efectuando bombardeos en la Europa ocupada por los nazis.

## Regreso a la política en la Francia Libre
En 1943, el general Charles de Gaulle le nombra comisario de Finanzas, dentro del Comité Francés de la Liberación Nacional establecido en la Argelia recién liberada de los alemanes, y que constituye el primer Gobierno provisional de unidad de la renacida Francia Libre que combate contra los nazis. En cualidad de tal, representó a su país en julio de 1944 en los Acuerdos de Bretton Woods, que preconfiguraron las grandes líneas de la política económica mundial de la posguerra.
Tras la liberación de París, la capital de Francia, en agosto de 1944, quedó constituido formalmente un Gobierno provisional de la República Francesa, en el que Pierre Mendès France ocupó la cartera de Economía Nacional. Dimitió el 6 de abril de 1945, tras diversos enfrentamientos políticos con René Pleven, ministro de Finanzas, sobre el rumbo a seguir en la política económica, tras comprobar que carecía del apoyo del general de Gaulle, presidente provisional, para tomar las medidas rigurosas de saneamiento monetario que pensaba que la situación del momento exigía.
Fue nombrado para representar a Francia en el Consejo de Administración del Banco Mundial, así como en el Fondo Monetario Internacional. También representó a su país en el Consejo Económico y Social de la Organización de las Naciones Unidas.

## IV República francesa
Durante la IV República francesa, Pierre Mendès France se mantuvo igualmente en primera fila de la escena política. Así, desde octubre de 1950 se opuso desde su escaño de diputado en la Asamblea Nacional francesa al compromiso militar del ejército francés en la guerra de Indochina, convirtiéndose en uno de los principales opositores a la política francesa en la región. Puesto que era presidente de la Comisión de Finanzas de la Asamblea Nacional, a partir de 1953, habida cuenta de las presiones internacionales sobre el franco francés, Pierre Mendès France pasó a ser uno de los defensores de una salida negociada al conflicto de Indochina.
Tras la suerte adversa para las armas francesas de la batalla de Cao Bang, Pierre Mendès France efectuó las siguientes declaraciones:

[…] Hay que acabar con métodos que no ponen de manifiesto ni la potencia, ni la habilidad, ni la política, con una actividad constantemente veleidosa, equívoca, dubitativa, y cuyo fracaso era estrepitoso, mucho tiempo antes de las dificultades militares de estos últimos días. 
Realmente, hay que elegir entre dos soluciones igualmente difíciles pero que son ciertamente las únicas que uno puede defender en esta tribuna sin mentir.... 
La primera consiste en cumplir nuestros objetivos en Indochina con el recurso a la fuerza militar. Si escogemos esta vía, evitemos las ilusiones y las mentiras piadosas. Necesitamos, para obtener rápidamente éxitos militares decisivos, tres veces más de efectivos y tres veces más de dotaciones económicas; y los necesitamos de forma inmediata... 
La otra solución consiste en la búsqueda de un acuerdo político, un acuerdo evidentemente con quienes luchan contra nosotros. Sin lugar a dudas, no será fácil... Un acuerdo significa concesiones, amplias concesiones, sin lugar a dudas más importantes que las concesiones que habrían bastado tiempo atrás. Y la distancia que separará las pérdidas ahora ineluctables de las que habrían sido suficientes hace tres o cuatro años dará la medida del precio que pagaremos por nuestros imperdonales errores... », Journal officiel, 1950

### Presidente del Consejo de Ministros
Tras un intento fallido de formar un Gobierno en 1953, Pierre Mendès France fue finalmente investido como presidente del Consejo con el apoyo de una fuerte mayoría parlamentaria el 18 de junio de 1954, pocas semanas después de la decisiva derrota francesa en la batalla de Dien Bien Phu, con el encargo específico de lograr un acuerdo de paz en Indochina. Sólo estuvo al frente del Gobierno francés durante siete meses y medio, pero su impronta marcó toda la política de la IV República francesa.
A excepción de Edgar Faure como ministro de Finanzas y número dos del Gobierno, el Gobierno que formó contaba con pocos pesos pesados de la escena política francesa del momento. Formó un equipo joven, con varios elementos de carácter más técnico que político, procedentes de varios sectores políticos, gaullistas incluidos, como Jacques Chaban-Delmas. Su ministro del Interior fue un joven François Mitterrand. Recibió el apoyo parlamentario del Partido Comunista Francés, aunque anunció que dimitiría si su elección se debía exclusivamente a dicho apoyo, es decir, si no era elegido por la mayoría sin contar con los votos comunistas.
En su discurso de investidura, se concedió a sí mismo un plazo de treinta días para lograr un resultado en las negociaciones de paz sobre Indochina. Para garantizar el cumplimiento de su palabra, asumió él mismo la cartera de Asuntos Exteriores en su Gobierno y, finalmente, el 20 de julio de 1954 se llegó a un acuerdo en la Conferencia de Ginebra que puso fin al conflicto y reconoció el reparto de Vietnam en dos estados, estableciendo la frontera entre ambos en el Paralelo 17. Inmediatamente después de la firma de los acuerdos, inició conversaciones para preparar la independencia de Túnez, prometiendo la autonomía interna en forma unilateral durante un discurso pronunciado en la ciudad de Túnez el 31 de julio.
En el plano institucional, su política se caracterizó por un esfuerzo de racionalización del régimen parlamentario de la IV República y por un intento de reequilibrio de las instituciones, otorgando mayor primacía al poder ejecutivo. Rechazando el principio de la llamada doble investidura, según el cual el presidente del Consejo de Ministros se sometía dos veces al voto favorable de la Asamblea Nacional, la primera vez en solitario y la segunda, tras haber nombrado su Gobierno, en compañía del mismo, denunció las corruptelas a que este sistema daba lugar y logró la revisión de la constitución francesa de 1946 que establecía esta práctica, revisión en la que se aprovechó igualmente para facilitar la potestad del Gobierno de disolver anticipadamente, antes del final de su mandato, la Asamblea Nacional.
Debido a que su atención principal estuvo acaparada por la problemática de los asuntos exteriores, durante su corto mandato, no tuvo posibilidad de desarrollar aspectos de política económica interna. Sí emprendió, no obstante, una política contra el alcoholismo, que se tradujo en el otoño de 1954 en una serie de medidas que endurecieron el régimen fiscal de las destilerías de bebidas alcohólicas.
En agosto de 1954, a pesar de la hostilidad declarada de gran parte de la Asamblea Nacional, presentó un proyecto de constitución de una Comunidad Europea de Defensa, a pesar de que no comprometió su apoyo al proyecto. El rechazo de la propuesta por parte de la Cámara, que implicaba la apertura de una vía para el rearme de Alemania en el marco de la Organización del Tratado del Atlántico Norte, le atrajo la hostilidad del MRP, partido muy comprometido en la construcción de la unidad de Europa, y privó a su Gobierno de la base parlamentaria necesaria para su continuidad. Así, su Gobierno cayó el 5 de febrero de 1955 a raíz de un debate sobre la aplicación del Estatuto de Argelia.

### Continuación de su carrera ministerial
Pierre Mendès France fue ministro de Estado en el gobierno de Guy Mollet entre el 1 de febrero y el 23 de mayo de 1956, pero dimitió rápidamente por sus desacuerdos respecto de la política gubernamental llevada a cabo en Argelia.
Oponiéndose al proyecto de nueva constitución presentado por el tercer gobierno del general Charles de Gaulle, hizo campaña en favor del voto negativo en el referéndum del 28 de septiembre de 1958, que se saldó con el voto favorable del electorado y la aprobación de la Constitución francesa de 1958, que supuso el establecimiento de la V República francesa.

## V República francesa
Derrotado en las elecciones legislativas de 1958, como todos los líderes de la Union des Forces Democratiques fundada a toda prisa para competir contra el general de Gaulle, dimitió inmediatamente de todos sus cargos tanto en Francia como en organizaciones internacionales.
Fundó el Centre d'Action Democratique, integrado inmediatamente en el Partido Socialista Autónomo, que fue cofundador del Partido Socialista Unificado, en el que militó ocho años. Así participaría ampliamente en la reconstrucción de la izquierda socialista francesa. En 1965 apoyó la candidatura de François Mitterrand en las elecciones presidenciales y en 1967 ganó un escaño por Grenoble en la Asamblea Nacional francesa.
En mayo de 1968, durante el llamado Mayo francés, apareció en medio de la agitación como uno de los recursos políticos disponibles en el caso de hundimiento del régimen. Su presencia en un acto público en el estadio Charléty de París el 27 de mayo le fue posteriormente muy reprochada, aunque no tomó la palabra en el acto.
En las elecciones legislativas de 1968, a las que se presentó en las listas del PSU a pesar de que ya había decidido abandonar dicho partido, no logró revalidar su acta de diputado. Se presentó en las listas del partido por no querer abandonarlo justo en un momento difícil para el partido y justo antes de unas elecciones.
En 1969 apoyó la candidatura de Gaston Defferre para las elecciones presidenciales, anunciando que en caso de victoria de este último sería su primer ministro. La candidatura cosechó un amplio fracaso, al no obtener más que el 5% de los votos del electorado.
A partir de 1972, por motivos de salud, Pierre Mendès France inició un distanciamiento de la vida política francesa, aunque dio algunos pasos en la escena internacional en busca de un acuerdo de paz en Oriente Próximo.
En las elecciones presidenciales de 1981 repitió su apoyo a François Mitterrand, elección en la que Mitterrand logró la Presidencia de la República.
Pierre Mendès France falleció el 18 de octubre de 1982, permaneciendo desde entonces como un referente de la clase política francesa y símbolo de una determinada concepción de la política.

## Uso de los medios de comunicación
Pierre Mendès France gozó de una auténtica popularidad entre la opinión pública francesa, siendo uno de los primeros políticos franceses que integró los medios de comunicación de masas en su estrategia de comunicación pública de sus ideas. Recibió además un apoyo pleno por parte de diversos medios, como la revista semanal L'Express, dirigida por Jean-Jacques Servan-Schreiber. Cada sábado, por televisión, sus Charlas junto al fuego le permitieron transmitir a los franceses las grandes líneas de su ideario político.

## Bestia negra de la extrema derecha
Sus orígenes judíos, sus posiciones políticas respecto de la descolonización o su política de fiscalidad respecto de las destilerías alcohólicas convirtieron a Pierre Mendès France, a quien también se criticaba su aspecto de perro abatido, en una auténtica bestia negra para la extrema derecha francesa y para el movimiento poujadista representado en la Asamblea Nacional francesa desde 1956 por Jean-Marie Le Pen. Pierre Poujade le espetó, en una intervención en 1955:

Si usted tuviese una sola gota de sangre gala en sus venas no se habría jamás atrevido, usted, representante de nuestra Francia productora mundial de vino y de champán, ¡a hacerse servir un vaso de leche en una recepción internacional! Es una bofetada, señor Mendès, lo que todo francés recibió ese día, aunque no sea un borracho.

## Homenajes
Numerosas instalaciones educativas, incluso de nivel universitario, llevan su nombre, como por ejemplo en París o en Grenoble. Igualmente, lo lleva el Lycée Pierre-Mendès-France, un liceo francés en Túnez.
Fue condecorado con la Croix de Guerre 1939-1945 y la Médaille de la Résistance.

## Vida familiar
En diciembre de 1933, Pierre Mendès France contrajo matrimonio con Lily Cicurel (1910-1967), con quien tuvo dos hijos: Bernard Mendès France (1934-1991) y Michel Mendès France (nacido en 1936). En 1971, Pierre Mendès France contrajo un segundo matrimonio con Marie-Claire de Fleurieu (de soltera Servan-Schreiber).
Su hijo Michel Mendès France contrajo matrimonio con Joan Horsley, con quien tuvo dos hijos: Tristan Mendès France (1970), periodista y político, y Margot Mendès France (1975).

### Obras de Pierre Mendès France
- Œuvres complètes, tomo I, S'engager 1922-43, (1984), 837 p.
- Œuvres complètes, tomo II, Une politique de l'économie 1943-54, (1985), 630 p.
- Œuvres complètes, tomo III, Gouverner, c'est choisir 1954-55, (1986), 831 p.
- Œuvres complètes, tomo IV, Pour une république moderne 1955-62, (1988), 969 p.
- Œuvres complètes, tomo V, Préparer l'avenir 1963-73, (1989), 874 p.
- Œuvres complètes, tomo VI, Une vision du monde 1974-82, (1990), 684 p.
- Le Redressement financier français en 1926 et 1927, Thesis doctoral defendida el 3 de marzo de 1928, Université de Paris, Faculté de droit, LGDJ, 1928
- L'Œuvre financière du gouvernement Poincaré. Prefacio de Georges Bonnet, LGDJ, 1928
- La Banque internationale, contribution à l'étude du problème des États-Unis d'Europe, Librairie Valois, 1930
- Le Département de l'Eure au point de vue économique, 1933, Prefacio de M. C. Briquet

Liberté, liberté chérie. Choses vécues, New York, Les éditions Didier, 1943 
- Roissy-en-France, Julliard 1947
- Gouverner c'est choisir,(1). Julliard 1953.
- Gouverner c'est choisir,(2) Sept mois et dix-sept jours juin 1954-février 1955, Julliard, 1955
- Gouverner c'est choisir,(3) La Politique et la Vérité, Julliard 1958
- Dire la vérité, causeries du Samedi, Julliard 1955
- Pour une république moderne, Gallimard, 1962, réed. 1966
- Pour préparer l'avenir, propositions pour une action, Paris : Denoël, 1968
- Dialogues avec l'Asie d'aujourd'hui, Gallimard 1972
- Choisir, conversations avec Jean Bothorel, Stock 1974
- La vérité guidait leurs pas, Gallimard, 1976
- Regards sur la Ve République (1958-1978), Entretiens avec François Lanzenberg, Paris, Fayard, 1983.

### Obras en colaboración
- en colaboración con Gabriel Ardant: La Science économique et l'action, UNESCO-Julliard, 1954.
- bajo la dirección de Jean-Jacques Servan-Schreiber: Rencontre Nenni, Bevan, Mendès France. Février 1959. Paris, R. Julliard (impr. E. Dauer) 1959
- en colaboración con Michel Debré: Le Grand Débat. Prefacio de Georges Altschuler. Paris: Gonthier (Évreux, impr. Labadie), 1966
- en colaboración con Gabriel Ardant: Science économique et lucidité politique, Gallimard, 1973

### Obras sobre Pierre Mendès France

#### Tesis y memoriales
- Françoise Chapron: Pierre Mendès France dans l’Eure, trente années de vie politique 1932-1962, Rouen, 1985

#### Otras obras
- Jean Lacouture: Pierre Mendès France, Le Seuil, 1981
- Jean-Louis Rizzo: Pierre Mendès France, la Découverte, 1994
- Bajo la dirección de Michel Margairaz: Pierre Mendès France et l'économie, Odile Jacob, 1989
- François Bédarida y Jean-Pierre Rioux: Pierre Mendès France et le mendésisme: l'expérience gouvernementale, 1954-1955, et sa postérité, París, Fayard,1985
- Richard Dartigues y Francis Delabarre, Pierre Mendès France: 1907-1982: la passion de la vérité, París, Plon
- Pierre Rouanet: Mendès France au pouvoir, Robert Laffont 1965
- Jacques Nantet: Pierre Mendès France, Editions du Centurion (1967)
- Jean Bothorel: Entretiens avec Pierre-Mendès France, Stock, (1974)
- Jean Daniel (dir), Jean Lacouture (dir): Le Citoyen Mendès France: 15 témoignages recueillis et présentés par Jean Daniel et Jean Lacouture, París, Le Seuil, 1992.
- John Gaffney: France and modernisation, Aldershot, Avebury, 1988
- Francis de Tarr: Pierre Mendès France: un témoignage. Tulle: Mille sources, 2001
- Alain Gourdon: Mendès France ou le Rêve français
- Claude Nicolet: Pierre Mendès France ou le métier de Cassandre
- François Stasse: L'héritage de Mendès France: une éthique de la république, París, Seuil, 2004
- Simone Gros: Pierre Mendès France au quotidien, L'Harmattan 2004
- IPMF: Pierre Mendès France et la démocratie locale, coloquio organizado por el Département de l'Eure; en colaboración con el Institut Pierre Mendès France, en noviembre de 2002 en Évreux
- Éric Roussel: Pierre Mendès France, Edition Gallimard, 2007

### Artículos y comunicaciones
- Pierre Rosanvallon: PMF et l'introduction des idées de Keynes en France, conferencia en el IPMF
- Pierre Bérégovoy: PMF et la démocratie économique et social, conferencia en el IPMF
- Jacques Delors: PMF, la monnaie et l’emploi, conferencia en el IPMF
- Michel Rocard: L’exigence de Mendès, Le Nouvel observateur número especial, 1992
- Jacques de Larosière: Un économiste de conviction, Le Nouvel observateur, 1992
- Pierre Mendès France et la modernité, Matériaux pour l'histoire de notre temps, (2001-06/12) n.º 63/64, p. 3-188